# 吉娜·琳
丹雅·梅爾卡多（英語：Tanya Mercado，1974年2月15日—）或稱作吉娜·琳（英語：Gina Lynn），是一位波多黎各前女色情演員、模特兒和脫衣舞孃。2010年，她入選AVN名人堂；2012年4月成為《閣樓》的閣樓寵物。
2012年，琳宣布，她已從色情業退休，但仍繼續出現於網路實況。

## 早期生活
吉娜·琳出生於波多黎各的馬亞圭斯，5歲時搬至紐澤西州。她住在傑克森小鎮。她擁有義大利和荷蘭血統。

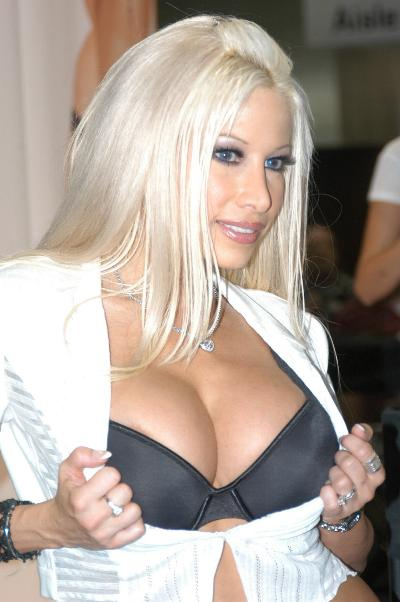
2006年，琳於洛杉磯

## 外部連結
- Gina Lynn在互联网电影资料库（IMDb）上的資料（英文）
- Gina Lynn在網際網路成人電影資料庫
- 成人電影資料庫上Gina Lynn的资料（英文）
- AVN: "Gina Lynn Hurt in Motorcycle Stunt" （页面存档备份，存于）, Dan Miller, August 29, 2005